# Medal Kampanii nad Satledżem
Medal Kampanii nad Satledżem (ang. Sutlej Campaign Medal lub Sutlej Medal) – jeden z medali kampanii brytyjskich ustanowiony w roku 1846 w celu nagradzania brytyjskich oficerów i żołnierzy wszystkich rang oraz członków Kompanii Wschodnioindyjskiej, którzy brali udział w kampanii nad rzeką Satledź w latach 1845–1846.

## Historia
Wojna zaczęła się od niespodziewanego ataku stutysięcznej armii Sikhów na Pendżab, po przekroczeniu rzeki Satledź 11 grudnia 1845. Zaskoczony tym faktem generał sir Hugh Gough przemaszerował ze swoimi wojskami 150 mil z miejscowości Umbala na spotkanie Sikhom. Na miejsce dotarł 17 grudnia.
Kampania ta była jedną z najkrótszych. Sikhowie zostali pokonani w czterech szybkich bitwach pod Mudki 18 grudnia, Ferozeshah 21 grudnia, Aliwal 28 stycznia i Sobraon 10 lutego. Wojna zakończyła się podpisaniem traktatu w Lahaur 22 lutego 1846 roku.

## Okucia medalu
Był to pierwszy indyjski medal, do którego mocowano okucia (klamry), w tym przypadku autoryzowano trzy:
- FEROZESHUHUR
- ALIWAL
- SOBRAON

Medal bez okuć wydawano jednostkom obecnym w Pendżabie, ale nie biorącym udziału w żadnej z bitew.

## Opis medalu
Awers: głowa w diademie królowej Wiktorii z inskrypcją VICTORIA REGINA
Rewers: stojąca figura bogini Wiktorii, trzymająca wieniec i gałązkę oliwną, u jej stóp trofea wojenne i inskrypcja ARMY OF THE SUTLEJ. Pod spodem nazwa bitwy i data MOODKEE i poniżej data 1845.